# ЦПОР (Донецьк)
ЦПОР  — колишній український жіночий футбольний клуб з міста Донецьк. У сезоні 2002 року виступав у вищій лізі України з футболу.

## Історія
У 2000 році за підтримки Донецького міського голови того часу  Олександра Лук'янченко була відкрита нова  комунальна установа — Міський центр олімпійської підготовки з жіночого футболу. Офіційною метою ЦПОРу був пошук талановитих дівчат та їх підготовка для команди майстрів вищої ліги й збірних команд України. Команди центру з дівчат різного віку виступали у змаганнях на всеукраїнських турнірах та регулярно ставали там призерами.
Футбольний клуб ЦПОР було засновано 3 вересня 2001 року. Домашні матчі клуб проводив на стадіоні Індустріально-Педагогічного технікуму в Донецьку. Крім основної команди в клубі функціонувала юнацька та дитяча команда. 
У сезоні 2002 року команда ЦПОР виступала у вищій лізі та посіла там третє місце в своїй групі. 
На наступний сезон клуб відмовився від подальших виступів у чемпіонаті і в 2003 році об'єднався з іншим донецьким клубом «Донеччанка», назву якого після чого було змінено на ЖФК «ЦПОР-Донеччанка».

## Клубні кольори, форма, логотип, гімн
| Білі | Чорні |

Клубні кольори — чорно-білі. Футболістки зазвичай грали свої домашні матчі в білих футболках, чорних шортах і чорних шкарпетках.